# 2001 XQ254
2001 XQ254, também escrito como 2001 XQ254, é um objeto transnetuniano (TNO) que está localizado no disco disperso, uma região do Sistema Solar. Este corpo celeste está em uma ressonância orbital de 2:5 com o planeta Netuno. O mesmo possui uma magnitude absoluta de 7,5 e tem um diâmetro com cerca de 139 km.

## Descoberta
2001 XQ254 foi descoberto no dia 19 de outubro de 2001 pelos astrônomos D. C. Jewitt, S. S. Sheppard, e J. Kleyna.

## Órbita
A órbita de 2001 XQ254 tem uma excentricidade de 0,445 e possui um semieixo maior de 56,021 UA. O seu periélio leva o mesmo a uma distância de 31,076 UA em relação ao Sol e seu afélio a 80,965 UA.